# Escrita artificial
Uma Escrita artificial (também chamada de escrita construída ou neografia) é um sistema de escrita criado especificamente por um indivíduo ou por um grupo, não sendo fruto de uma evolução conjunta com uma língua, como ocorreu com a escrita natural. Algumas são desenvolvidas para uso com línguas artificiais e também há as que têm uso em experiências linguísticas ou outros objetivos mais práticos nas línguas já existentes.
Dentre as mais importantes escritas artificiais estão o Alfabeto fonético internacional (IPA) e a escrita Hangul do coreano. Outras, como os alfabetos “Shavian”,  “26” e “Deseret”, foram criados para reformas ortográficas da Língua inglesa. Houve também escritas como a Visible Speech desenvolvida por Alexander Melville Bell, a “Unifon” de John Malone foram desenvolvida com objetivos pedagógicos. A escrita “Blissymbols” desenvolvida como escrita para uma Língua auxiliar e as diversas Taquigrafias podem também ser consideradas como escritas construídas. Porém, Braille, código Morse e LIBRAS são códigos, não escritas artificiais.

## Escritas construídas e naturais
Todas as escritas, sejam "naturais” ou as ditas “construídas”, sejam a Chinesa ou a Árabe, são criações humanas. Porém, as ditas tradicionais evoluíram de outras escritas mais antigas junto com a língua falada, não tendo sido criadas por uma pessoa num momento específico. Na maioria dos casos, os alfabetos foram adotados, ou seja, uma língua passa a ser escrita com um alfabeto já usado por outra, alfabeto que vai sofrer adaptações durante séculos em função do ambiente de atuação (ex.: as letras w e j foram adicionadas ao alfabeto latino ao longo do tempo).
A construção de uma escrita implica o fato de o autor já conhecer um sistema de escrita existente. Caso contrário, a “invenção” implicaria não somente criar uma escrita, mas também criar um conceito para a história da uma escrita. Assim, uma escrita construída é sempre feita com base em pelo menos um sistema mais antigo de escrita, fazendo com que seja difícil distinguir se é uma simples adoção de uma escrita existente ou a criação de uma nova. Como exemplo, temos o Alfabeto cirílico e o Alfabeto gótico, que são bem similares ao Alfabeto grego e que foram criados por autores individuais.
Em casos bem raros uma escrita não evoluiu de uma escrita preexistente, mas é uma “proto-escrita”(casos conhecidos são: escrita cuneiforme, hieróglifos maias, hieróglifos egípcios, escrita chinesa e, possivelmente, Rongorongo). Esses processos se caracterizaram por variação gradual de um sistema de símbolos, não num projeto de criação primária.

## Sistemas construídos

### Línguas sem escrita prévia
Algumas, como as escritas Hangul, Cherokee, N'Ko,  Fraser e Pollard foram criadas para permitir que algumas línguas faladas naturais que não tinham escritas adequadas pudessem ser escritas. Os alfabetos Armênio, Georgiano e Glagolítico podem ser enquadrados nessa categoria, embora não se conheçam suas exatas origens. As escritas Elder Futhark e Ogham também são assumidos como alfabetos criados por alguma pessoa, cada um deles.
A Prof. S. Prasanna Sree da Andhra University, Visakhapatnam, Andhra Pradesh, India, desenvolveu 8 escritas novas para 8 línguas tribais já existentes, Gadaba, Jatapu, Kolam, Konda-dora, Porja, Koya, Kupia, Bagatha, tendo vivido junto a essas tribos durante um período de 19 anos.
Diferentes variantes de alguns alfabetos importantes com modificações para aplicação em línguas sem escrita própria foram desenvolvidas por linguistas e missionários diversos. Foi o caso do Alfabeto latino usado em línguas nativas das Américas, da África e Ásia, o Alfabeto cirílico em línguas da Sibéria e Ásia Central, o Alfabeto árabe em línguas africanas.

### Aplicações técnicas
Alguns sistemas de escrita foram desenvolvidos com objetivos técnicos por especialistas de várias especialidades. Um dos principais exemplos é o IPA (Alfabeto fonético internacional), usada pelos lingüistas para descrever os sons das linguagens humanas nos mínimos detalhes. Mesmo usando o Alfabeto latino o IPA contém letras criadas, letras Gregas e muitos diacríticos.

## Unicode
Algumas Neografias foram codificadas em Unicode, como, por exemplo, os alfabetos “Shavian” e “Deseret”. Uma proposta para uso do sistema de escrita da Língua klingon, mas isso foi descartado pelo fato da maoria dos falantes de Klingon preferirem usar somente o alfabeto Latino. Uma versão modificada da alocação do kernel do Linux para pIqaD na área de uso privado de Unicode foi adicionada ao Registro Unicode do ConScript (U + F8D0 a U + F8FF) por Michael Everson. Desde então, várias fontes usando essa codificação apareceram, e o software para digitação em pIqaD tornou-se disponível. O texto existente no alfabeto latino também pode ser facilmente convertido em pIqaD. O tradutor do Bing pode transliterar entre as formas pIqaD e latinas; Ainda há intenção de codificar em Unicode as línguas Tengwar e Cirth, bem como um projeto não oficial de coordenar as codificações de muitas “línguas artificiais” em Áreas de Uso Privado Unicode (U+|E000 - U+F8FF e U+000F0000 - U+0010FFFF), chamado “Conscript Unicode Registry”.

## Nota
1. ↑   Dr Prasanna Sree
2. ↑  «Klingon scripts». Wikipedia (em inglês). 23 de fevereiro de 2021. Consultado em 11 de maio de 2021